# Палата делегатов Западной Виргинии
Палата делегатов Западной Виргинии (англ. West Virginia House of Delegates) — нижняя палата легислатуры штата Западная Виргиния и законодательное собрание правительства штата. Палату делегатов возглавляет Спикер палаты (после выборов 2015 года — Тим Арстед). На 2015 год в штате 67 делегирующих округов от которых избирается 100 делегатов. Палата делегатов, как и легислатура, была создана согласно параграфу VI Конституции Западной Виргинии после отделения штата от Виргинии в 1863 году во время Гражданской войны. Палата делегатов заседает в капитолии штата Западная Виргиния в Чарлстоне.

## Организация
Палата делегатов — нижняя палата легислатуры штата. Согласно конституции штата делегат должен быть в возрасте, дающем право на участие в голосовании, и проживать в избирательном округе как минимум год до выборов. Каждый делегат избирается на два года. Для выборов в Палату делегатов, каждый округ с населением менее, чем 60 % от населения, которое должен представлять делегат, должен быть присоединён к другому округу или округам, чтобы сформировать делегирующий округ. На 2015 год таких округов 67. Большинство делегирующих округов включают в себя части нескольких административных округов. В штате 1 делегирующий округ выбирает 5 делегатов, 2 — выбирают 4 делегатов, 6 — трёх делегатов, 11 — двух делегатов, остальные 47 округов выбирают только одного. Сессии легислатуры начинаются во вторую среду января каждого года, исключая каждый четвёртый год, в который сессии начинаются на месяц позже, чтобы новый губернатор имел возможность подготовить бюджет штата.
Палата делегатов, также как Сенат, может принимать резолюции и билли, включая бюджет штата. Однако Палата делегатов не может подтверждать или отклонять решения губернатора. Палата может выдвигать служащих легислатуры на импичмент, судебное заседание по которому проходит в Сенате. За свою работу Палата делегатов выдвигала на эту процедуру 2 казначеев и аудитора штата.
Палату делегатов возглавляет Спикер палаты, который выбирается из членов палаты. Спикер палаты является вторым, после председателя Сената, кто может занять вакансию губернатора штата. Дольше всего на позиции Спикера находились Роберт Чемберс (Спикер в 1987—1996 годах) и Роберт Кисс (Спикер в 1997—2006 годах). После выборов 2015 года палату возглавляет Тим Арстед из округа Канова.
Главы Палаты делегатов на 2015 год:
| Палата делегатов                      |  |               |
| Спикер палаты делегатов               |  | Тим Арстед    |
| Временный председатель                |  | Билл Андерсон |
| Лидер большинства                     |  | Дэрил Коулс   |
| Лидер меньшинства                     |  | Тим Милей     |
| Парламентский организатор большинства |  | Джон О’Нил    |
| Парламентский организатор меньшинства |  | Майк Капуто   |

 Демократическая партия
 Республиканская партия

## Партийное большинство
После выборов 2012 года демократами являлись 54 делегата, 46 остальных были республиканцами, причём для республиканской партии это было наибольшее представительство с 1930 года, когда партия потеряла лидерство. В 2014 году Палата стала республиканской — было избрано 64 республиканца и 36 демократов.
| Количество делегатов-республиканцев |
| ----------------------------------- |
|                                     |

| Количество делегатов-демократов |
| ------------------------------- |
|                                 |